# Шлунково-кишкова кровотеча
Шлунково-кишкова кровотеча (ШКК) — стан, який характеризується кровотечею в просвіт шлунка або кишок.

## Етіологія
Спостерігається з розширених вен стравоходу, при виразках шлунку та дванадцятипалої кишки, тріщинах та геморої прямої кишки, злоякісних пухлинах, черевному тифі, туберкульозі та інших захворюваннях шлунково-кишкового тракту. Рідко причиною ШКК може бути травма ШКТ.
Найрозповсюдженішою причиною кровотеч ШКТ є виразкова хвороба.

## Клінічні прояви
При виразці шлунку та дванадцятипалої кишки іноді бувають профузні кровотечі, коли змінена, або не змінена кров виявляється при блюванні (т.з. вміст за типом «кавової гущини») — гематемезис, також буває випорожнення перетравленої крові — дьогтеподібний рідкий кал (мелена). Але частіше спостерігається незначна прихована кровотеча, при якій кров виявляється тільки при мікроскопічному дослідженні калових мас (реакція Грегерсона, на сьогоднішній день цікава, як етап історії), або макроскопічно — кал дуже темний або чорний. Прихована кровотеча також проявляється явищами недокрів'я: загальна слабкість, запаморочення, блідість шкірних покривів, сильна спрага, ослаблені та часті пульс, дихання, падіння АТ, у тяжких випадках — різні види втрати свідомості (запаморочення, колапс та інш.), шок.
При розширених венах стравоходу (синдром портальної гіпертензії) — блювання свіжою кров'ю (яскраво-червона). Додатково визначаються синдроми та симптоми захворювання печінки.

## Лікування
Екстрена госпіталцізація до хірургічного стаціонару чи відділення реанімації, краще машиною Швидкої допомоги.
Подальше лікування залежить від причини та джерела кровотечі, загального стану пацієнта, кількості уже втраченої крові, та стану кровотечі на момент поступлення у стаціонар.

### Консервативне
- Повний спокій.
- Застосування кровоспинних засобів (підвищують здатність крові до згортання).
- Застосування засобів для зниження кислотності шлунку (при кровотечі з верхніх відділів ШКТ — стравоходу, шлунку, тонкої кишки).
- Для тимчасової зупинки кровотечі з варикозно розширених вен стравоходу використовують триканальний зонд Блекмора (Сенґстакена — Блекмора)[2].
- За клінічною ситуацією (масивність кровотечі, зміна показників гемодинаміки) та лабораторними даними (гемоглобін, гематокрит) проводиться інфузійна терапія, за необхідності переливання компонентів крові (свіжозаморожена плазма, еритроцитарна маса, тромбоконцентрат).
- Для визначення потреби в подальшому хірургічному лікуванні використовується класифікація Фореста.
- При неефективності, проводиться хірургічна операція.

### Оперативне
Є ситуації, коли необхідно робити оперативне втручання: мініінвазивно (напр.за допомогою ендоскопа), або відкритим доступом з виконанням лапаротомії.
Стандартом де-факто при виразкових кровотечах визнано ендоскопіче хірургічне лікування, яке дозволяє в 90 % випадках при такому захворюванні уникнути операцій з відкритим доступом.
Одним із варіантів перспективно швидкої зупинки ШКК є метод ендоскопічної високочастотної зварювальної біполярної електрокоагуляції.